# Лелекс
Вижте пояснителната страница за други значения на Лелекс.
Лелекс или Лелег (на гръцки: Λέλεξ, Λέλεγας; на латински: Lelex) e герой от древногръцката митология, първият цар на Спарта (към 16-15 в пр.н.е.). Наследен е, след смъртта си, от Милес.
Според легендата за него, Лакония е наречена на негово име Лелегия. В Спарта му издигат хероон. Представян е като член на автохтонното население на областта, както и като син на бог Посейдон и нимфата Либия.
Жени се за наядата Клеохарея (Kleochareia) или за Перидия (Peridia). Лелекс е баща на Поликаон, Бомолох, Терапне (Terapne), Милес. Последният е считан за баща на  Еврот, въпреки че има и версия, според която Еврот е също син на Лелег и Клеохария. Потомък на Лалекс е и Амикъл.